# Катерина (поема)
Катери́на — поема Тараса Шевченка, написана в Петербурзі наприкінці 1838 — на початку 1839 років, присвячена Василеві Жуковському на пам'ять 22 квітня 1838 року, дня викупу поета з кріпацтва.

## Історія написання
Автограф невідомий. Датували поему орієнтовно кінцем 1838-го — початком 1839 року, С.-Петербург — на підставі спогадів І. М. Сошенка, записаних М. К. Чалим. За спогадами І. М. Сошенка, (записаними М. К. Чалим), Шевченко працював над поемою під час їхнього спільного проживання з 24 листопада 1838-го до 18 лютого 1839 року на Васильєвському острові у Петербурзі (будинок № 47 на четвертій лінії): Шевченко «то співає, то пише собі щось та все до мене пристає: „А послухай, Соха, чи воно так до ладу буде?“ Та й почне читать свою „Катерину“ (он в это время писал ее)».
Непрямим підтвердженням правильності датування поеми кінцем 1838-го — початком 1839 року є висловлена в літературознавчих працях гіпотеза про можливість зв'язку між «Сердешною Оксаною» Г. Ф. Квітки-Основ'яненка та «Катериною» Шевченка. За цією гіпотезою «Сердешна Оксана» мала певний вплив на факт створення і сюжет «Катерини». З листування Є. П. Гребінки з Г. Ф. Квіткою-Основ'яненком відомо, що останній написав свою повість восени 1838 року, а наприкінці грудня 1838-го або на початку січня 1839 року її вже одержав Є. П. Гребінка для публікації в альманасі «Ластівка», який він тоді готував (див.: листи Є. П. Гребінки до Г. Ф. Квітки-Основ'яненка від 12 жовтня 1838-го та 13 січня 1839 року, лист до М. М. Новицького від 10 січня 1839 року). Саме в цей час Шевченко, який допомагав Є. П. Гребінці готувати альманах до друку, очевидно, прочитав «Сердешну Оксану». Враження від читання і могло стати безпосереднім творчим імпульсом до написання «Катерини» (збіг окремих деталей і ситуацій в обох творах підтверджує це припущення). Свідчення Шевченка на допиті в III відділі 21 квітня 1847 року, під час якого він назвав «Катерину» першим своїм твором, спростовано самим поетом в автобіографії, де він зазначив, що з перших своїх поетичних спроб надрукував тільки «Причинну».
Найраніший відомий текст — фрагменти (загальним обсягом 70 рядків), відкинуті Шевченком, очевидно, під час підготовки поеми до друку і переписані з невідомого джерела, які містяться у списку невідомою рукою в рукописному «Кобзарі» 1860 року, що належав І. П. Левченку. Вперше «Катерину» надруковано в «Кобзарі» 1840 року. У тексті — кілька пропусків, позначених крапками. Походження їх не з'ясовано. Деякі з цих пропусків за своїм змістом не суперечили вимогам цензурного статуту, отже, не мали б підлягати цензурному вилученню. З «Кобзаря» 1840 року поему передруковано в «Чигиринському Кобзарі і Гайдамаках» 1844 року з відновленням рядків 460—461 та 533, випущених у першому «Кобзарі».
У 1842 році, під час навчання в Академії мистецтв, Шевченко відтворив образ героїні поеми у картині «Катерина» (олія). Про поему «Катерина» він пізніше згадував у поемі «Мар'яна-черниця», у вірші «Три літа», в повісті «Близнецы», цитував рядки з цього твору в повістях «Наймичка» і «Музыкант», у листі з Петербурга від 15 листопада 1839 року до М. Г. Шевченка. Про «Катерину» Шевченко писав у листі до Бр. Залеського від 9 жовтня 1854 року з Новопетровського укріплення в зв'язку з наміром Е. Желіговського перекласти поему польською мовою.
Поема поширювалась у списках за життя і після смерті Шевченка. Більшість відомих списків походить від першого «Кобзаря». Серед них списки: 1849 року в рукописному збірнику поезій різних авторів, пісень та інших записів українською та російською мовами. Зберігся текст твору у «Кобзарі» 1860 року, примірнику, що належав поетові, а пізніше М. Лазаревському і Ю. Цвєтковському (тепер в Інституті літератури імені Тараса Шевченка НАН України) у якому Шевченко зробив кілька виправлень і відновив рядки 97-98, вилучені цензурою. У кількох примірниках «Кобзаря» вклеєно уривки (рядки 460—467 і 533—534), видрукувані спеціально на прохання автора на окремих аркушиках. У газеті «Літературна Україна» (3.VII.1962) уперше надруковано розшукані В. Бородіним 70 невідомих рядків поеми із списку І. Левченка, що зберігається в Центральному державному архіві-музеї літератури і мистецтва України.

## Інтертекстуальність

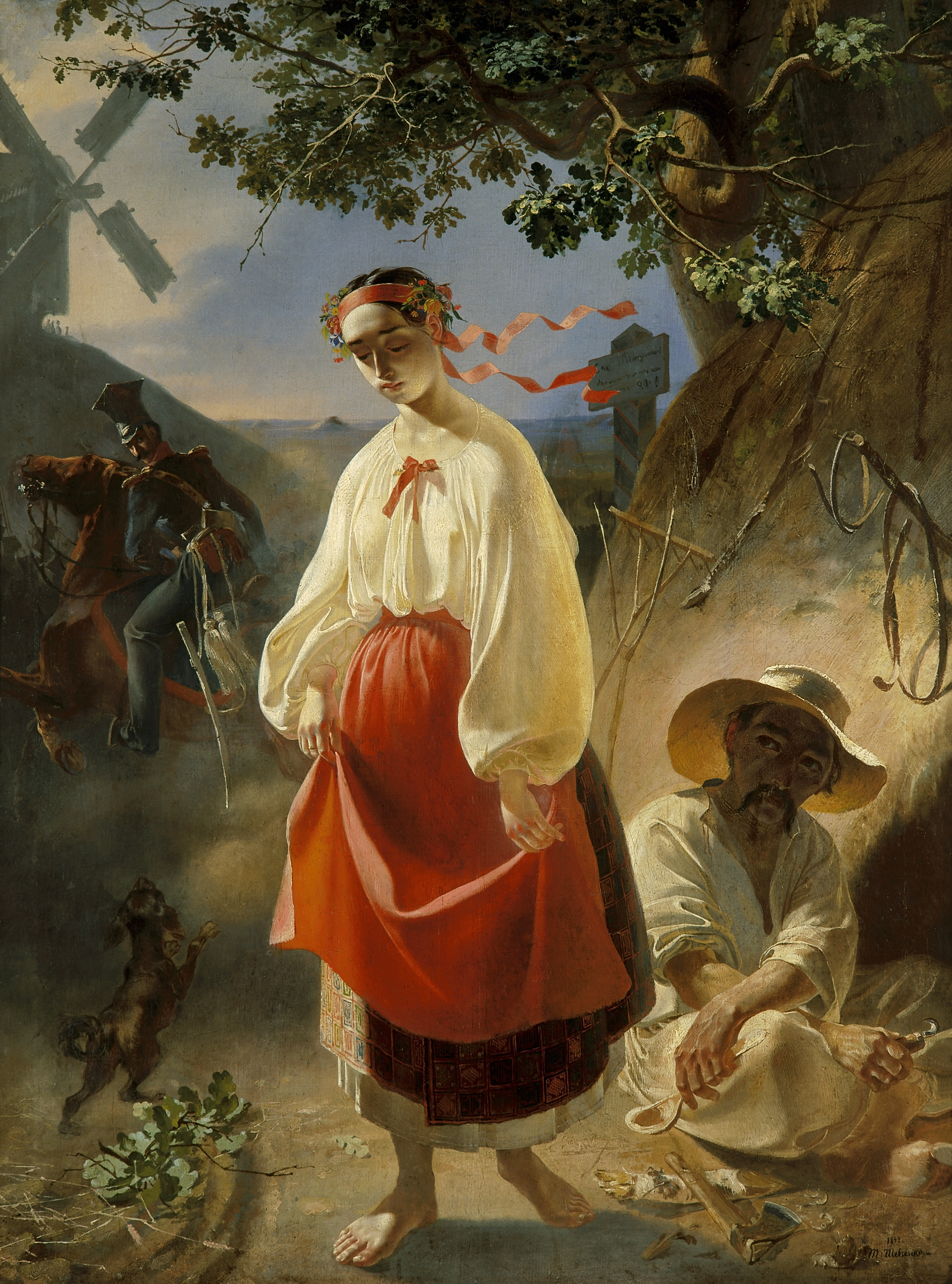
Ілюстрація до поеми «Катерина», Тарас Шевченко, 1842 рік

Тема зрадженої дівчини або дівчини, яка не дочекалася свого милого, — типово романтична драма. Між літературними попередниками — європейська міщанська драма й сентиментальна повість (мотив кохання пана й простолюдинки з трагічним кінцем), байронічна поема — європейська й слов'янська (мотив кохання туземки з чужинцем, ліризм розповіді, особливості композиції та стилю). Серед західноєвропейських письменників твори на цю тему написали Гете, С. Річардсон (його роман «Клариса», який Шевченко читав у російському перекладі в журналі «Библиотека для чтения», (№ 1—7 за 1848 рік), він згадував у повісті «Художник»), Д. Крабб, В. Вордсворт, Й. Фосс, Г.-А. Бюргер. До неї зверталися й російські письменники — Карамзін, Пушкін, Баратинський, Жуковський. В українській літературі на цю тему написав повість «Сердешна Оксана» Г. Квітка-Основ'яненко. Шевченко до написання «Катерини», можливо, читав «Бедную Лизу» М. Карамзіна та «Эду» Є. Баратинського (останню він назвав у повісті «Близнецы» поряд із «Катериною» і «Сердешною Оксаною» Г. Ф. Квітки-Основ'яненка). Можна побачити подібність деяких основних моментів у розвитку змісту в «Катерині» і повісті М. Карамзіна (від'їзд офіцера-спокусника на війну; пізніша зустріч героїні із спокусником, який зрікається її; самогубство героїнь, що топляться у ставку). Генетичний зв'язок між поемою Шевченка та «Сердешною Оксаною» підтверджується збігом багатьох сюжетних ситуацій і деталей, зокрема, у заключній частині творів: в обох творах офіцер-спокусник випадково зустрічає сина, впізнає його, «вийняв гривеничка, та й дав хлопцеві» (Г. Квітка-Основ'яненко) — «Дає гроші Івасеві» (Шевченко), «А сам сів у бричку і поїхав» (Г. Квітка-Основ'яненко) — «Берлин рушив, а Івася Курява покрила» (Шевченко). Але ці сюжетні мотиви покладені в основу фабули тільки в першому розділі поеми та її епілозі; центральна ж частина твору — хресний шлях покритки Катерини  — цілком оригінальна. На відміну від своїх попередників і сучасників, Шевченко показав трагедію покритки як наслідок соціальних взаємин у тодішньому суспільстві.

Одним із сюжетів російської романтичної поеми 1820-х була інтимна пригода російського офіцера в екзотичній обстановці підкорюваних земель. Любов росіянина і туземки — це мотив, який давав можливість показати незбагненну спонтанність і красу почуття, непідвладного людським упередженням і суспільним узаконенням, здатного протистояти їм: романтична незвичайність самої колізії, екзотичний антураж. Героїня — дитя природи, і щирість її почуття, відкритість серця в очах поета були жаданою альтернативою формалізованим стосункам і фальшу світського кола, «цивілізованого» суспільства взагалі. Водночас саме природність такої туземної героїні прирікала її на трагедію. У Шевченковій «Катерині» трагічна доля героїні лягає на зовсім іншу історичну перспективу. Світ українського села звичаєво й етично ще не підвладний московщині й органічно відторгає її. Саме такий етично-звичаєвий зміст мав Шевченків застережливий рефрен: 
|  | Кохайтеся, чорнобриві, Та не з москалями, Бо москалі — чужі люди, Роблять лихо з вами. |

В українському селі дівчина мала велику волю, яка, проте, контролювалася суворими вимогами до дівочої цноти, і «свої» парубки здебільшого були уважні до дівочої долі, тим більше, що й їхній недобрий супроти дівчини вчинок зазнав би осуду громади. Натомість «чужий», у цьому випадку москаль, відповідальності за дівочу честь не знав, жив іншими поняттями і вважав за доблесть звести якусь сільську красуню. У цьому відмінність Шевченкової поеми від усіх інших — численних у світовій, особливо романтичній, літературі про долю дівчини-жертви. Відмінність полягає також і в тому, що з великою поетичною силою відтворено не лише гаму всіх переживань героїні, людяність її почуттів, а й страждання батька й матері, весь «сільський» контекст трагедії. У цій багатовимірності нібито романтичної колізії — вихід Шевченка за межі романтичного способу трактування, зображення героїні не олітературеною, як у творах Пушкіна й Баратинського, а суто народною натурою, дівчиною-селянкою з багатою душею й чуттєвістю.

## Сюжет і композиція
Основу сюжету поеми складає хронотоп, часово-просторовий (постійний образ шляху), причому шляху стражденного, хресного. Сюжет становить послідовність сцен, поєднаних авторськими розповідями й ліричними відступами, що є ознакою ліро-епічної поеми. Розповідач у творі присутній як очевидець подій, він глибоко співчуває гіркій долі героїні, виражаючи власні почуття. Своєрідною є композиція твору: розповідач стисло викладає всю історію кохання героїні, народження сина та її поневіряння. Ведучи розповідь у третій особі, розповідач непомітно переходить на позицію героїні й веде розповідь очима Катерини, її «голосом», її невласне прямою мовою:
|  | За милого, як співати, Любо й потужити. Обіцявся чорнобривий Коли не загине, Обіцявся вернутися, Тойді Катерина Буде собі московкою Забудеться горе. |

Важливу композиційну функцію відіграють описи, пейзажі. Зокрема, третій розділ поеми відкривається нічним пейзажем, який дає привід розповідачеві посумувати над її долею. Лаконічний діалог Катерини з чумаками передає трагізм приниження молодої матері, підсилений ще і її двозначним становищем: на вигляд — молодиці, що вертається з прощі, отже, очищеної від гріхів, а у власному самоусвідомленні — грішної покритки. Четвертий розділ відкривається пейзажним описом хуртовини, замерзлого ставу, Цей став — місце, де відбудеться трагедія, а той же вітер замете і слід загиблої героїні. Драматизм ситуації увиразнюється в заключному ліричному монолозі, що слугує рамкою цього епізоду. Поет оплакує долю Катерининого байстряти, позбавленого навіть материної могили; його очікують сирітство й людська зневага. Виразну композиційну функцію відіграє епілог поеми: випадкова зустріч батька-пана з сином-жебраком. Батько назавжди зрікається його. Кожна деталь, містка й значуща, виростає до символу.

## Ідейно-тематичний зміст
У поемі «Катерина» Шевченко вперше звертається до розробки сюжету про жінку-страдницю, покритку. Поема побутова за тематикою, етологічна за проблематикою, причому в основі передусім морально-етичного конфлікту поєднано національний та соціальний плани. Морально-етичний конфлікт набуває в Шевченка виразно соціальних рис, — так виникає центральна тема його творчості — тема покритки, тема зневаженого кохання й материнства, страшне звинувачення деспотичному суспільству. Катерина кінчає життя самогубством, Її загибель у конфлікті зі світом облуди логічна й художньо зумовлена не лише характером героїні й суспільними обставинами, а й переступом «закону роду», одвічного морального імперативу, який оберігав родину й нове покоління, а з ними й етнос, націю. Оплакуючи понівечений цвіт — молоде життя чистої дівчини-красуні, поет підносить руссоїстський ідеал «природної людини», протиставлений оманливим цінностям цивілізації визискувачів, репрезентованих чужинцем-офіцером, людиною іншої ментальності, чужої моралі. За умов розпаношення в Україні московської бюрократії та московського воїнства (постої якого були справжньою бідою для українського села) наскрізний мотив — «…та не з москалями…» сам собою набирав розширювального значення, і доля занапащеної Катерини в очах поколінь читачів стала символізувати долю занапащеної України.
|                | З цілком неориґінального сюжету — оповідання про сумну долю зведеної й покинутої дівчини — зробив справжній шедевр, у якому трагедія зведеної москалем українки виросла в трагедію зведеної москалями України. |
| — Павло Зайцев | |

## Особливості стилю
У поемі окреслюється суто індивідуальний синтез просвітительського реалізму (заданий, повчальний характер фабули, адресація розповіді слухачкам, реалістична типовість конфлікту й художніх деталей народної моралі й психології), сентименталізму (ідеалізація героїні, виразне авторське замилування й розчулення), романтизму (в основі фабули — нетиповий випадок вигнання батьками знеславленої дочки; однозначна поляризація персонажів, одноплановість характеру героїні, трагічна розв'язка, стиль романтичної «байронічної» поеми тощо). Поетика цього раннього твору прикметна досконалим поєднанням суто фольклорних рис із літературно-романтичними, а також тонкою реалістичною спостережливістю в деталях та їх стислим добором і лаконічністю.

## Художні інтерпретації
- Першою інсценізацією «Катерини» була п'єса-опера С. Карпенка «Катерина Шевченкова» (1860).
- У 1862 році Павлин Свенціцький написав за поемою Шевченка «Катерина» однойменну драму (була опублікована в 1868—1867 роках).
- Сюжет поеми ліг в основу опери «Катерина» українського композитора М. Аркаса (прем'єра — 1899).
- Першим фільмом, знятим за сюжетами творів Шевченка, став фільм «Катерина» (1911).
- Живописний образ Катерини створили художники П. Мартинович (1876), А. Манастирський (1913), Ф. Кричевський (цикл картин за поемою, зокрема «Катерина замріяна» та «Катерина в розпачі» 1937—1940), К. Трохименко (1939,1954), М. Дерегус (1937, 1956, 1963), І. Їжакевич, Ф. Коновалюк, Ю. Балановський та ін.[7]
- Скульптурний образ Катерини створив М. Манізер у деталі пам'ятника Тарасові Шевченку в Харкові (1935).
- 15 грудня 2012 року відбулася прем'єра вистави «Катерина» в Театрі імені Марії Заньковецької. Режисер-постановник — Богдан Ревкевич.[8]
- У 2014 році молода українська режисерка Наталі Ноєнко за мотивами поеми Тараса Шевченка «Катерина» зняла ігровий короткометражний фільм (тривалість — 20 хвилин) «…казка про Катерину».
- 23 серпня 2015 року на фестивалі «Ше.Fest» відбулася прем'єра театральної вистави на одну дію за поемою «Катерина» від Чесного театру (театрального центру «Пасіка» Києво-Могилянської академії); режисер — Катерина Чепура.[9][10]
- У 2016 році телекомпанія «Sisters Production» на замовлення телеканалу «1+1» зняла 4-серійний серіал «Катерина» — сучасної мелодрами за мотивами поеми Тараса Шевченка. Автор ідеї та сценарію Андрій Кокотюха, режисер картини — Андрій Тимченко, продюсери серіалу — Олександр Ткаченко, Олена Васільєва, Вікторія Забулонська, Марина Городецька. Головні ролі виконали Народна артистка України Наталія Сумська та Анатолій Хостікоєв, а також відомі глядачеві телеканалу «1+1» актори: Валерія Ходос, Марк Дробот, Дмитро Сова, Ольга Гришина, Дар'я Трегубова.[11]. Перший показ телесеріалу відбувся 26 листопада 2016 року.
- У 2018 році видавництво «Основи» випустило подарункове видання поеми Шевченка «Катерина» української і англійською мовами (переклад Джона Вира) з ілюстраціями Миколи Толмачова.

| - Афіша вистави «Катерина» Театру імені Марії Заньковецької (Львів) - З вистави «Катерина» Чесного театру, режисер Катерина Чепура (2015 рік) |